# Diskriminace ateistů

Mapa zemí, kde za ateismus může být uložen trest smrti

Diskriminace ateistů (někdy nazývané atheofobie nebo antiateismus) vždy zahrnovala pronásledování těch, kteří se ztotožňují s ateisty, nebo jsou označeni ostatními jako ateisté. Diskriminace ateistů zahrnuje negativní postoje, předsudky, nepřátelství, nenávist, strach, a/nebo nesnášenlivost vůči ateistům a/nebo ateismu. Na různých místech a v různých dobách byl ateismus definován různými způsoby. V roce 2015 19 zemí trestalo své občany za odstoupení od víry a ve 13 z těchto zemí je za ateismus trest smrti.
Právní diskriminace ateistů je neobvyklá v ústavní demokracii, i když někteří ateisté a ateistické skupiny, zejména ve Spojených státech, protestovali proti zákonům, nařízením a institucím, které vnímají jako diskriminační. V některých islámských zemích ateisté čelí pronásledování a přísným trestům, jako je zrušení právního statusu nebo, v případě odstoupení od víry, trest smrti.

## Starověk
Někteří historici, jako Lucien Febvre, předpokládali, že ateismus v současném slova smyslu neexistoval před koncem sedmnáctého století, i když o opaku se vedly diskuze. Nicméně, orgán veřejné moci se zakládal na představě božského práva a tedy ti, kdož popírali existenci boha, byli vnímání jako hrozba. Lidé označování jako ateisté, včetně raných křesťanů a muslimů, byli ve výsledku právně pronásledováni.

## Raný novověk a reformace
V průběhu raného novověku byl termín ateista používán jako urážka a aplikován na širokou škálu lidí, včetně těch, kteří měli protichůdné náboženské přesvědčení, na pachatele sebevražd, nemorálních nebo výstředních lidí, a dokonce i lidi nevěřící v čarodějnictví. Filozofové jako Tomáš Akvinský vnímali ateistické názory jako ohrožující pořádek a společnost. Právník a učenec Thomas More řekl, že náboženská tolerance by měla být rozšířena na všechny, kromě těch, kteří nevěří v boha či nesmrtelnost duše. John Locke, zakladatel moderního pojetí náboženské svobody, tvrdil, že ateistům (stejně jako katolíkům a muslimům) by neměla být udělena plná občanská práva.
Během inkvizice někteří obvinění z ateismu, rouhání nebo obojího, byli mučeni nebo popraveni. Mezi nimi byl i kněz Giulio Cesare Vanini, který byl uškrcen a upálen v roce 1619, a polský šlechtic Kazimír Łyszczyński, který byl popraven ve Varšavě, stejně jako Etienne Dolet, Francouz popravený v roce 1546. Přestože byli bráni jako mučedníci ateistů v průběhu 19. století, současní učenci zastávají názor, že přesvědčení, které zastával Dolet a Vanini, nejsou ateistická v moderních termínech.

## Moderní éra
V průběhu 19. století britští ateisté, ačkoli jich nebylo mnoho, byli předmětem diskriminačních praktik. Básník Percy Bysshe Shelley byl vyloučen z Oxfordské univerzity a vzdal se péče o své dvě děti po vydání brožury s názvem Nezbytnost ateismu. Lidé, kteří u soudu nesložili křesťanskou přísahu, nemohli svědčit, aby se domohli spravedlnosti. Tento požadavek byl zrušen Akty v roce 1869 a 1870.
Ateista Charles Bradlaugh byl zvolen jako člen britského Parlamentu v roce 1880. Bylo mu odepřeno právo potvrdit, spíše než složit přísahu svému úřadu a pak mu byla odepřena možnost, aby složil přísahu, protože ostatní členové namítali, že on sám řekl, že by to bylo nesmyslné. Bradlaugh byl znovu zvolen třikrát, než nakonec mohl usednout na své křeslo v roce 1886, kdy mu předseda Sněmovny dovolil složit přísahu.

### Nacistické Německo
V Německu během nacistické éry bylo ve vyhlášce z roku 1933 uvedeno, že "žádný národní socialista nemůže utrpět újmu na základě toho, že nemá žádné náboženské vyznání". Nicméně se režim silně postavil proti „bezbožnému komunismu“, všem německým ateistům a většina i levicových volnomyšlenkářských organizací byla zakázána téhož roku; některé pravicové skupiny byly tolerovány nacisty až do roku 1935. Během jednání vedoucích k německo-vatikánskému (říšskému) konkordátu z 26. dubna 1933 Hitler prohlásil, že „sekulární školy nikdy nemůžeme tolerovat“ pro jejich bezbožné tendence. Hitler běžně přehlížel výsledky toho jednání i Říšský konkordát jako celek a v roce 1939 byly všechny katolické církevní školy rozpuštěny nebo převedeny na veřejná zařízení.

### Spojené státy
Některé předsudky zřejmě pocházejí z období studené války, kdy byl ateismus automaticky spojován s komunismem. Roku 1957 bylo přidáno na bankovky USA heslo „Věříme v Boha“ (In God We Trust), což je v současnosti podle některých odpůrců v rozporu s dodatkem Ústavy. V USA se stále ještě testuje víra při ucházení se do jistých funkcí a prvním členem Kongresu, který se veřejně přihlásil k ateismu byl až Pete Stark roku 2007 (ale například coming out s homosexualitou u kongresmanů se vyskytuje již od 80. let).
Ústavní listiny osmi ze států Spojených států amerických doposud obsahují ustanovení omezující přístup ateistů k veřejným funkcím, podle kterých tyto funkce nesmí zastávat osoby, které "nevěří v Nejvyšší bytost" nebo "odmítají existenci Boha". Ačkoliv tato ustanovení byla shledána protiústavními pro rozpor s prvním dodatkem Ústavy Spojených států amerických, i nadále zůstávají formálně v platnosti.
O přetrvávajícím negativním postoji americké veřejnosti vůči ateistům (alespoň co se týče zastávání veřejných funkcí) nicméně svědčí výstupy z průzkumů veřejného mínění, kdy podle některých z nich by byl ateisticky smýšlející prezidentský kandidát přijatelný pouze pro 54 % dotázaných. Ateisté tak v tomto ohledu čelí větší předpojatosti, nežli muslimové nebo homosexuálové.

### Ostatní země
Teprve až roku 1993 byl od OSN oficiálně vydán výklad, že náboženská svoboda se týká i nevěřících a že Mezinárodní pakt o občanských a politických právech chrání i ateisty.
Institucionální trestání „rouhání“ a kritiky náboženství (za což může být považován veřejně projevený ateismus) uplatňují i některé Evropské křesťanské země včetně jako jsou : Černá Hora, Dánsko, Irsko, Island, Malta, Německo, Polsko, Rakousko, Rusko, Řecko.

### Islámské země
Odmítnutí víry v Boha spojené s popíráním jeho existence patří v islámu k nejhlubším prohřeškům. Tato skutečnost má rozhodující vliv na obraz ateismu v islámských zemích. Samuli Schielke uvádí, že v Egyptě je ateismus v převažujícím společenském diskurzu vnímán jako nihilistický a amorální přístup k životu. V Saúdské Arábii byl ateismus v minulosti ve vládní rétorice označen i za druh terorismu.
Mezi muslimské země, ve kterých mohou být apostáze nebo porušení zákonů proti rouhání trestány smrtí, patří: Afghánistán, Brunej, Írán, Jemen, Katar, Libye, Mauretánie, Maledivy, Nigérie, Pákistán, Saúdská Arábie a Somálsko.  V praxi se k trestu smrti v řadě z těchto zemí přistupuje výjimečně nebo vůbec. Odsouzení ale přesto mohou být léta vězněni a drženi v nejistotě. Různé podoby rouhání (spadá sem nejen zesměšňování a nenávistné projevy, ale především kritizování autoritářských teokratických režimů) jsou kriminalizovány ve 32 zemích světa s většinově muslimskou populací. Zákony proti rouhání mají své kritiky i mezi muslimy, pro něž jsou spíše výrazem populistické politiky než nábožensky motivovaného jednání. V Súdánu byl v roce 2020 trest smrti za apostázi oficiálně zrušen po nátlaku aktivistů a občanů z řad muslimů, křesťanů i ateistů. I v zemích jako Egypt, které ústavně uznávají svobodu vyznání, může být šíření ateistických názorů trestáno pokutou či vězením.
Ateisté z muslimských zemí Blízkého východu a severní Afriky zmiňují také řadu dalších forem právního a mimoprávního útlaku, kterým ve svých životech čelí. I v zemích, kde zákony proti apostázi neexistují (např. Tunisko), mohou být lidé bez vyznání marginalizováni, jelikož je zde vyznávání islámu vnímáno jako součást národní identity. Anti-ateistické narativy přitom například v Egyptě rozšiřují i zástupci křesťanských církví. Zákony proti rouhání mohou také podporovat nenávistné chování ve společnosti. V Pákistánu se v uplynulých letech staly oběťmi davového násilí a vražd desítky lidí, kteří se údajně dopustili svatokrádežného jednání. Řada osob bez vyznání z muslimských zemích, jako je Egypt, Pákistán, Nigérie, Sýrie, Tunisko a Turecko, v minulosti popsala své potíže v každodenním životě, týkající se poškození jejich sociálního postavení a vazeb, případně i strachu o zdraví a svobodu sebe a svých blízkých.